# Кади, Мурад
Мурад Кади (фр. Mourad Kadi, араб. مراد قاضي‎; род. 26 июня 1995, Тизи-Узу, Алжир) — алжирский боксёр-любитель, выступающий в супертяжёлой весовой категории. Член национальной сборной Алжира (2020-х годах), будущий участник Олимпийских игр 2024 года, серебряный и бронзовый призёр чемпионата Африки (2022, 2023), чемпион Арабских игр (2023), победитель и призёр международных и национальных турниров в любителях.

## Биография
Родился 26 июня 1995 года в городе Тизи-Узу, в Алжире.

## Любительская карьера

### 2022—2023 годы
В сентябре 2022 года, в Мапуту (Мозамбик) стал серебряным призёром на чемпионате Африки в весе свыше 92 кг, в финале проиграв опытному египтянину Юсри Хафезу.
В феврале 2023 года участвовал в весе свыше 92 кг на представительном международном турнире «Странджа» проходившем в Софии (Болгария), где он в 1/8 финала по очкам (1:4) проиграл опытному армянину Давиду Чалояну, — который в итоге стал серебряным призёром данного турнира.
В мае 2023 года, в Ташкенте (Узбекистан) участвовал в чемпионате мира в весе свыше 92 кг. Где в 1/16 финала соревнований он досрочно техническим нокаутом победил танзанийца Алекса Сулва, но затем в 1/8 финала по очкам раздельным решением судей (1:4) проиграл опытному азербайджанцу Мухаммаду Абдуллаеву, — который в итоге стал бронзовым призёром чемпионата мира 2023 года.
В июле 2023 года, в городе Алжир (Алжир) стал чемпионом Арабских игр в весе свыше 92 кг, в финале победив сирийца Мохаммада Млайеса.
В начале августа 2023 года, в Яунде (Камерун) стал бронзовым призёром на чемпионате Африки в весе свыше 92 кг, в полуфинале проиграв опытному боксёру с Сейшельских Островов Кедди Агнесу.

### Олимпийские игры 2024 года
В сентябре 2023 года, в Дакаре (Сенегал) занял первое место на Африканском Олимпийском квалификационном турнире и прошёл квалификацию на Парижскую Олимпиаду-2024. Где он в четвертьфинале турнира досрочно техническим нокаутом победил камерунца Захари Мвого Амугу, затем в полуфинале по очкам (4:1) победил опытного боксёра с Сейшельских Островов Кедди Агнеса, и в финале по очкам (4:1) победил сенегальца Диаргу Бальде.
В марте 2024 года, в городе Аккра (Гана) участвовал на Африканских играх в весе свыше 92 кг, где он в четвертьфинале досрочно нокаутом во 2-м раунде проиграл сенегальцу Диарге Бальде, — который в итоге стал бронзовым призёром данного турнира.